# Bestuurlijke indeling van Armenië
Armenië kent als bestuurlijke indeling naast de centrale overheid ook andere bestuurslagen, territoriale onderdelen waar regels vastgesteld en beslissingen worden genomen over bepaalde gebieden of hun bewoners. Het betreft de volgende bestuurslagen:
| Bestuurslagen                                                          | Bestuurslagen           | Bestuurslagen                                    | Bestuurslagen                                                 | Bestuurslagen |
| ---------------------------------------------------------------------- | ----------------------- | ------------------------------------------------ | ------------------------------------------------------------- | ------------- |
| centraal niveau                                                        | centraal niveau         | lokaal niveau                                    | stadsdeelniveau                                               |               |
| Republiek Armenië - Հայաստանի Հանրապետություն Hajastani Hanrapetut῾jun |                         | municipaliteit - Քաղաքապետարան, k’aghak’apetaran | administratief districten - վարչական շրջան, varch’akan shrjan |               |
| Republiek Armenië - Հայաստանի Հանրապետություն Hajastani Hanrapetut῾jun | provincies - մարզ, marz | gemeenschappen - համայնք, hamaynk                | gemeenschappen - համայնք, hamaynk                             |               |
| 1. 2. 3. 4.                                                            |                         |                                                  |                                                               |               |

## Provincies
Van de 11 provincies worden er 10 provincies (մարզեր, marzer; enkelvoud marz) genoemd. Jerevan kent een speciale status als stadsgewest. Aan het hoofd van de provincie staat een gouverneur (marzpet) die aangesteld wordt door de regering van Armenië. In Jerevan staat de burgemeester aan het hoofd van de bestuurlijke macht. Hij wordt aangesteld door de president van het land.

### Lijst van provincies
Hieronder een lijst van de provincies ingedeeld naar bevolking, oppervlakte en bevolkingsdichtheid. Gegevens zijn afkomstig van het Nationale Bureau voor Statistiek van de Republiek van Armenië. Gegharkoenik is de grootste provincie, maar een groot deel van het oppervlak van deze provincie bestaat uit het Sevanmeer.
| Nr.    | Provincie    | Hoofdstad    | Rang qua bevolking | Bevolking | %     | Dichtheid | Rang qua opp. | (km2)  | %     | Kaart met nummers uit 1e kolom |
| 1      | Aragatsotn   | Asjtarak     | 9                  | 126.278   | 4,2%  | 45,8      | 5             | 2.753  | 9,7%  | Kaart met nummers uit 1e kolom |
| 2      | Ararat       | Artasjat     | 5                  | 252.665   | 8,4%  | 126,1     | 9             | 2.096  | 7,0%  | Kaart met nummers uit 1e kolom |
| 3      | Armavir      | Armavir      | 3                  | 255.861   | 8,5%  | 206,2     | 10            | 1.242  | 4,4%  | Kaart met nummers uit 1e kolom |
| 4      | Gecharkoenik | Gavar        | 7                  | 215.371   | 7,2%  | 58,9      | 1             | 5.348  | 12,8% | Kaart met nummers uit 1e kolom |
| 5      | Kotajk       | Hrazdan      | 6                  | 241.337   | 8,0%  | 114,9     | 8             | 2.089  | 7,4%  | Kaart met nummers uit 1e kolom |
| 6      | Lori         | Vanadzor     | 4                  | 253.351   | 8,4%  | 66,8      | 3             | 3.789  | 13,3% | Kaart met nummers uit 1e kolom |
| 7      | Sjirak       | Gjoemri      | 2                  | 257.242   | 8,6%  | 96,0      | 6             | 2.681  | 9,4%  | Kaart met nummers uit 1e kolom |
| 8      | Sjoenik      | Kapan        | 8                  | 134.061   | 4,5%  | 29,8      | 2             | 4.506  | 15,8% | Kaart met nummers uit 1e kolom |
| 9      | Tavoesj      | Idzjevan     | 10                 | 121.963   | 4,1%  | 39,1      | 4             | 2.704  | 1,0%  | Kaart met nummers uit 1e kolom |
| 10     | Vajots Dzor  | Jechegnadzor | 11                 | 53.230    | 1,8%  | 22,1      | 7             | 2.308  | 8,5%  | Kaart met nummers uit 1e kolom |
| 11     | Jerevan      | N/A          | 1                  | 1.091.235 | 36,3% | 5.196,4   | 11            | 227    | 0,7%  | Kaart met nummers uit 1e kolom |
| Totaal | Totaal       | Totaal       | Totaal             | 3.002.594 | 100%  | 105,5     |               | 29.743 | 100%  | Kaart met nummers uit 1e kolom |

## Gemeenten
De gemeenten, in Armeens hamaynk (համայնք), hamaynkner (համայնքներ) (meervoud), zij de laagste bestuurslaag in Armenië. Hoewel er juridisch één rechtsvorm is, wordt er in de aanduiding onderscheid gemaakt tussen stad (kaghak, քաղաք) en dorp (gyugh, գյուղ). Dit wordt geregeld in de Wet op Territoriale en administratieve indeling van de Republiek Armenië.

### Gemeenten in 2007
| - Abovjan (Ararat) - Abovjan (Kotajk) - Atsjadzjoer - Atsjarkoet - Agarak (Aragatsotn) - Agarak (Lori) - Agarak (Meghri) - Agarak (Kapan) - Agarakadzor - Agarakavan - Aghavnadzor (Kotayk) - Aghavnadzor (Vayots Dzor) - Aghavnatun - Aghavnavank - Aghberk - Aghin - Aghitu - Aghndjadzor - Aghtsk - Aghvani - Aghvorik - Ahnidzor - Akhlatyan - Akhpradzor - Akhtala - Akhurik - Akhuryan - Aknaghbyur - Aknalich - Aknashen - Akner - Akner - Akunk (Aragatsotn) - Akunk (Gegharkunik) - Akunk (Kotayk) - Alagyaz - Alapars - Alashkert - Alaverdi - Alvank - Alvar - Amasia (Armavir) - Amasia (Shirak) - Amberd (Armavir) - Amrakits - Angeghakot - Aniavan - Anipemza - Antaramech - Antaramut - Antarashat - Antarashen - Antarut - Anushavan - Apaga - Aparan - Apaven - Apnagyugh - Aqori - Ara - Aragats (Aragatsotn) - Aragats (Armavir) - Aragatsavan - Aragatsotn (gemeente) - Aragyugh - Arajadzor - Araks (Armavir) - Araks (Echmiadzin) - Araksavan - Aralez - Aramus - Arapi - Ararat (stad, Armenië) - Ararat (gemeente, Armenië) - Aratashen - Aravus - Arazap - Arbat - Archis - Ardenis - Ardjut - Ardvi - Aregnadem - Areguni - Areni - Arevabuyr - Arevadasht - Arevashat - Arevashogh - Arevatsag - Arevik (Armavir) - Arevik (Shirak) - Arevis - Arevshat (Ararat) - Arevshat (Shirak) - Arevut - Argavand (Ararat) - Argavand (Armavir) - Argel - Argina - Arin - Arindj - Armash - Armavir (stad) - Armavir (gemeente) - Arpeni - Arpi - Arpunk - Arshaluys - Artabuynk - Artamet - Artanish - Artashat (Ararat) - Artashat (Armavir) - Artashavan - Artavan - Artavaz - Arteni - Artik - Artimet - Artsni - Artsvaberd - Artsvanik - Artsvanist - Artsvashen - Aruch - Arzakan - Arzni - Ashnak - Ashotavan - Ashotsk - Ashtarak - Astghadzor - Atan - Atchanan - Avan - Avazan - Avshar - Avshen - Aygavan - Aygebats - Aygedzor - Aygehat - Aygehovit - Aygek - Aygepar - Aygepat - Aygeshat (Armavir) - Aygeshat (Echmiadzin) - Aygestan - Aygevan - Aygezard - Aygut - Ayntap - Ayrk - Ayrum - Azat - Azatamut - Azatan - Azatashen - Azatavan (Ararat) - Azatavan (Armavir) - Azatek - Aznvadzor - Bagaran - Baghanis - Baghramyan (Ararat) - Baghramyan (Baghramyan) - Baghramyan (Echmiadzin) - Bagratashen - Balahovit - Balak - Bambakashat - Bandivan - Bardzrašen (Shirak) - Bardzrašen (Ararat) - Bardzravan - Bardzruni - Barekamavan - Basen - Bashgyugh - Bavra - Bayandur - Bazmaghbyur - Bazum - Beniamin - Berd - Berdashen - Berdavan - Berdik - Berdkunq - Berkaber - Berkarat - Berkashat - Berqanush - Bjni - Blagodarnoye - Bnunis - Bovadzor - Brnakot - Burastan - Buzhakan - Byurakan - Byurakn - Byuravan - Byureghavan - Chakaten - Chambarak - Chapni - Charchakis - Charentsavan - Chinari - Chinchin - Chiva - Chkalov - Chkalovka - Chknagh - Chochkan - Dalar - Dalarik - Darakert - Daranak - Darbas - Darbnik - Darpas - Dasht - Dashtadem (Aragatsotn) - Dashtadem (Lori) - Dashtaqar - Dashtavan - Dastakert - David Bek - Davtashen | - Ddmasar - Ddmashen - Debet - Debetavan - Deghdzavan - Deghdzut - Dian - Dilijan - Dimitrov - Ditak - Ditavan - Doghs - Dovegh - Dprabak - Dprevank - Drakhtic - Dsegh - Dvin - Dzirhankov - Dzoraget - Dzoraghbyur - Dzoraglukh - Dzoragyugh (Gegharkunik) - Dzoragyugh (Lori) - Dzorakap - Dzoramut - Dzorashen - Dzorastan - Dzoravanq - Dzyunashogh - Fantan - Fattoria di Shahumyan - Ferik - Fioletovo - Gaghard - Gandzak - Gandzakar - Gargar - Garnahovit - Garnarich - Garni - Gavar - Gay - Geghadir (Aragatsotn) - Geghadir (Kotayk) - Geghadzor - Geghakar - Geghakert - Geghamak - Geghamasar - Geghamavan - Geghanist (Ararat) - Geghanist (Shirak) - Geghanush - Gegharkunik (gemeente) - Gegharot - Geghasar - Geghashen - Geghhovit - Geghi - Getahovit - Getamech - Getap (Aragatsotn) - Getap (Shirak) - Getap (Vayots Dzor) - Getapnya - Getargel - Getashen - Getatagh - Getazat - Getik (Gegharkunik) - Getik (Shirak) - Getk - Gharibjanyan - Ghazanchi - Ghazaravan - Ghukasavan - Ghursal - Gill - Ginevet - Gladzor - Gndevaz - Gnishik - Gogaran - Goghovit - Goght - Goghtanik - Gomk - Goravan - Gorayk - Goris - Gosh - Griboyedov - Gtashen - Gudemnis - Gugark - Gusanagyugh - Gyulagarak - Gjoemri - Haghartsin - Haghpat - Haghtanak - Hagvi - Hakko - Halavar - Halidzor - Hankavan - Harich - Hartagyugh - Hartashen (Shirak) - Hartashen (Syunik) - Hartavan - Harzhis - Hatis - Hatsashen - Hatsavan (Kotayk) - Hatsavan (Syunik) - Hatsik (Armavir) - Hatsik (Shirak) - Hayanist - Haykadzor - Haykasar - Haykashen - Haykavan (Armavir) - Haykavan (Shirak) - Hayravanq - Hayrenyac - Haytagh - Herher - Hermon - Hnaberd (Aragatsotn) - Hnaberd (Ararat) - Hobardz - Hoghmik - Horbategh - Horom - Hors - Hovit - Hovk - Hovnanadzor - Hovtamech - Hovtashat - Hovtashen (Ararat) - Hovtashen (Shirak) - Hovtun - Hovuni - Hrazdan - Hushakert - Ijevan - Irind - Isahakyan - Ishkhanasar - Itsakar - Jaghatsadzor - Jajur - Jajuravan - Jamshlu - Janfida - Jermuk - Jiliza - Jraber - Jradzor - Jrahovit - Jrambar - Jrapi - Jrarat (Armavir) - Jrarat (Shirak) - Jrarat (Kotayk') - Jrarbi - Jrashen (Ararat) - Jrashen (Armavir) - Jrašen (Lori) - Jrvezh - Jujevan - Kachachkut - Kadjaran (stad) - Kadjaran (gemeente) - Kaghnut - Kaghsi - Kakavadzor - Kakavasar - Kakhakn - Kalavan - Kamaris - Kamo - Kanachut - Kanakeravan - Kanch - Kaniashir - Kapan - Kaps - Kaputan - Karaberd (Lori) - Karaberd (Shirak) - Karadzor - Karaglukh - Karahundj - Karakert - Karashamb - Karashen - Karbi - Karchaghbyur - Karchevan - Karenis - Karinj - Karkop - Karmir Aghek - Karmiravan - Karmirgyugh (Askeran) - Karmirgyugh (Gegharkunik) - Karmrakar - Karmrashen (Aragatsotn) - Karmrashen (Vayots Dzor) - Karnut - Kasakh - Kashuni - Katnadjur - Katnaghbyur (Aragatsotn) - Katnaghbyur (Lori) - Katnaghbyur (Kotayk) - Katnarat - Kayk - Keti - Khachaghbyur - Khachardzan - Khachik - Khachpar - Khandjyan - Khashtarak - Khdrants - Khnatsakh - Khndzoresk | - Khndzorut - Khnkoyan - Khoronk (Armavir) - Khoronk (Lori) - Khot - Khoznavar - Kirants - Koghb - Koghbavan - Koghes - Kornidzor - Kosh - Kotayk (gemeente) - Koti - Krasar - Krashen - Kuchak - Kuris - Kurtan - Kut - Kutakan - Landjanist - Landjar - Landjazat - Lanjaghbyur - Lanjik - Lchap - Lchashen - Lchavan - Lchkadzor - Ledjan - Lehvaz - Lenughi - Lermontov - Lernadzor - Lernagog - Lernagyugh - Lernahovit - Lernakert - Lernamerdz - Lernanist - Lernantsk - Lernapar - Lernapat - Lernarot - Lernavan - Lernut - Lichk (Gegharkunik) - Lichk (Syunik) - Lor - Lori Berd - Lorut - Ltsen - Lukashin - Lusadzor - Lusaghbyur (Lori) - Lusaghbyur (Shirak) - Lusagyugh (Aragatsotn) - Lusagyugh (Armavir) - Lusahovit - Lusakert - Lusakn - Lusakunq - Lusarat - Lusashogh - Madina (Armenië) - Maisyan - Makenis - Malishka - Maralik - Margahovit - Margara - Marmarashen - Marmarik - Marmashen - Martiros - Marts - Martuni (Krasnoselsk) - Martuni (Martuni) - Masis (Artashat) - Masis (Masis) - Mastara - Majakovskij - Mayisyan (Armavir) - Mayisyan (Shirak) - Medovka - Meghradzor - Meghrashat - Meghrashen - Megri - Meghvahovit - Melikgyugh - Merdzavan - Mets Ayrum - Mets Mantash - Mets Masrik - Mets Parni - Mets Sariar - Mets Sepasar - Metsamor (Armavir) - Metsamor (Echmiadzin) - Metsavan - Mghart - Mikhaylovka - Mirak - Mkhchyan - Mosesgegh - Mrganush - Mrgashat - Mrgashen - Mrgastan - Mrgavan - Mrgavet - Musaler - Musayelyan - Mutsk - Myasnikyan - Nahapetavan - Nalbandyan - Narek - Navur - Neghots - Nerkin Bazmaberd - Nerkin Getashen - Nerkin Hand - Nerkin Karmiraghbyur - Nerkin Khndzoresk - Nerkin Khotanan - Nerkin Sasunashen - Nerkin Shorzha - Nigavan - Nizami - Njdeh - Nor Amanos - Nor Armavir - Nor Artages - Nor Artamet - Nor Artik - Nor Astghaberd - Nor Aznaberd - Nor Geghi - Nor Gyugh - Nor Hachn - Nor Kesaria - Nor Khachakap - Nor Kharberd - Nor Kyanq (Ararat) - Nor Kyanq (Shirak) - Nor Kyurin - Nor Ughi - Nor Yedesia - Nor Yerznka - Norabak - Norabats - Norakert (Armavir) - Norakert (Gegharkunik) - Noramarg - Norapat - Norashen (Aragatsotn) - Norashen (Ararat) - Norashen (Gegharkunik) - Norashen (Lori) - Norashen (Shirak) - Norashen (Tavush) - Norashenik - Noratus - Noravan (Armavir) - Noravan (Syunik) - Novoseltsovo - Noyakert - Noyemberyan - Nrnadzor - Nshavan - Nurnus - Odzun - Ohanavan - Okhtar - Orgov - Ortachya - Oshakan - Othevan - Paghaghbyur - Pambak (Gegharkunik) - Pambak (Lori) - Panik - Parakar - Paravakar - Parpi - Partizak - Paruyr Sevak - Pemzashen - Petrovka - Pokr Mantash - Pokr Masrik - Pokr Sariar - Pokr Sepasar - Pokr Vedi - Pokrashen - Por - Privolnoye - Proshyan - Pshatavan - Ptghavan - Ptghni - Ptghunk - Pushkino - Qaghtsrashen - Ranchpar - Ria taza - Rind - Sadunts - Saghmosavan - Salli - Salut - Salvard - Saragyugh - Sarahart - Sarakap - Saralanj (Aragatsotn) - Saralanj (Lori) - Saralanj (Kotayk) - Saralanj (Shirak) - Saramech - Sarapat - Saratak - Saratovka - Saravan (Armenië) - Sarchapet - Sardarapat - Sarigyugh - Sarnaghbyur | - Sarnakunk - Sarukhan - Sasunik - Sayat-Nova - Semyonovka - Sers - Setsadzor - Sevaberd - Sevakar - Sevan - Sevkar - Shaghap - Shaghat - Shaghik - Shahumyan (Ararat) - Shahumyan (Armavir) - Shahumyan (Lori) - Shaki - Shamiram - Shamlugh - Shamut - Shatin - Shatjrek - Shatvan - Shenatagh - Shenavan (Ararat) - Shenavan (Armavir) - Shenavan (Lori) - Shenik - Shenkani - Shgharshik (Aragatsotn) - Shgharshik (Syunik) - Shikahogh - Shinuhayr - Shirak (gemeente) - Shirakamut - Shirakavan - Shnogh - Shoghakn - Shorzha - Shovasar - Shrvenants - Shurnukh - Shvanidzor - Sipan - Sipanik - Sis - Sisavan - Sisian - Sizavet - Solak - Sorik - Sork - Spandaryan (Shirak) - Spandaryan (Syunik) - Spitak - Srashen - Stepanavan - Surenavan - Suser - Svarants - Sverdlov - Syunik (gemeente) - Talin - Talvorik - Tanahat - Tandzatap - Tandzaver - Tandzut (Armavir) - Tandzut (Tavush) - Taperakan - Taratumb - Taronik - Tashir - Tashtun - Tasik - Tatev - Tavrus - Tavshut - Tavush (gemeente) - Tegh - Teghenik - Tegher - Teghut (Lori) - Teghut (Tavush) - Thathul - Tlik - Toghunik - Tolors - Torfavan - Torusgyugh - Tretuk - Tsaghkaber - Tsachkadzor - Tsaghkahovit - Tsaghkalandj - Tsaghkasar - Tsaghkashat - Tsaghkashen (Aragatsotn) - Tsaghkashen (Gegharkunik) - Tsaghkavan (Ijevan) - Tsaghkavan (Tavush) - Tsaghkunk (Armavir) - Tsaghkunk (Gegharkunik) - Tsaghkut - Tsakqar - Tsamaqasar - Tsapatagh - Tsater - Tsav - Tsghuk - Tsiatsan - Tsilkar - Tsoghamarg - Tsovagyugh - Tsovak - Tsovazard - Tsovinar - Ttujur (Aragatsotn) - Ttujur (Gegharkunik) - Tufashen - Tumanyan - Udjan - Ujts - Urasar - Urcadzor - Urtsalanj - Urut - Ushi - Uzhanis - Vagharshapat - Vaghashen - Vaghatin - Vaghatur - Vahagnadzor - Vahagni - Vahan - Vahrahar - Vahramaberd - Vajk - Vanadzor - Vanand - Vanashen - Vanek - Vanevan - Varagavan - Vardablur (Aragatsotn) - Vardablur (Lori) - Vardadzor - Vardaghbyur - Vardahovit - Vardakar - Vardanashen - Vardanidzor - Vardashat - Vardashen (Ararat) - Vardashen (Yerevan) - Vardavank - Vardenik - Vardenis (Aragatsotn) - Vardenis (Gegharkunik) - Vardenut - Varser - Vazashen - Vedi - Verin Artashat - Verin Bazmaberd - Verin Dvin - Verin Getashen - Verin Karmiraghbyur - Verin Khotanan - Verin Ptghni - Verin Sasnashen - Verin Sasunik - Verin Shorzha - Verishen - Vernashen - Voghchaberd - Voghchi - Vorotan (Goris) - Vorotan (Sisian) - Voskehask - Voskehat (Aragatsotn) - Voskehat (Armavir) - Voskepar - Vosketap - Vosketas - Voskevan - Voskevaz - Vostan - Yaghdan - Yegheg - Yeghegis - Yeghegnadzor - Yeghegnavan - Yeghegnut (Armavir) - Yeghegnut (Lori) - Yeghipatrush - Yeghnik - Yeghvard (Kotayk) - Yeghvard (Syunik) - Yelpin - Yenokavan - Yeranus - Yeraskh - Yeraskhahun - Yerazgavors - Yerndjatap - Yervandashat - Zangakatun - Zar - Zarindja - Zarishat - Zaritap - Zartonk - Zedea - Zolakar - Zorak - Zorakan - Zoravan - Zotakert - Zovaber (Gegharkunik) - Zovaber (Syunik) - Zovasar - Zovashen - Zovk - Zovuni - Zuygaghbyur |